# Longs Peak
Longs Peak ou Pico Longs é uma cimeira das Montanhas Rochosas situada na cordilheira Front, estado do Colorado, oeste dos Estados Unidos.
Sua altitude é de 4346 m e atinge 896 m de proeminência topográfica. O seu nome foi dado em homenagem ao explorador norte-americano Stephen Harriman Long, que explorou a região em 1820.
Foi escalado pela primeira vez em 1868 pelo geólogo e explorador norte-americano John Wesley Powell.

## Ligações externas

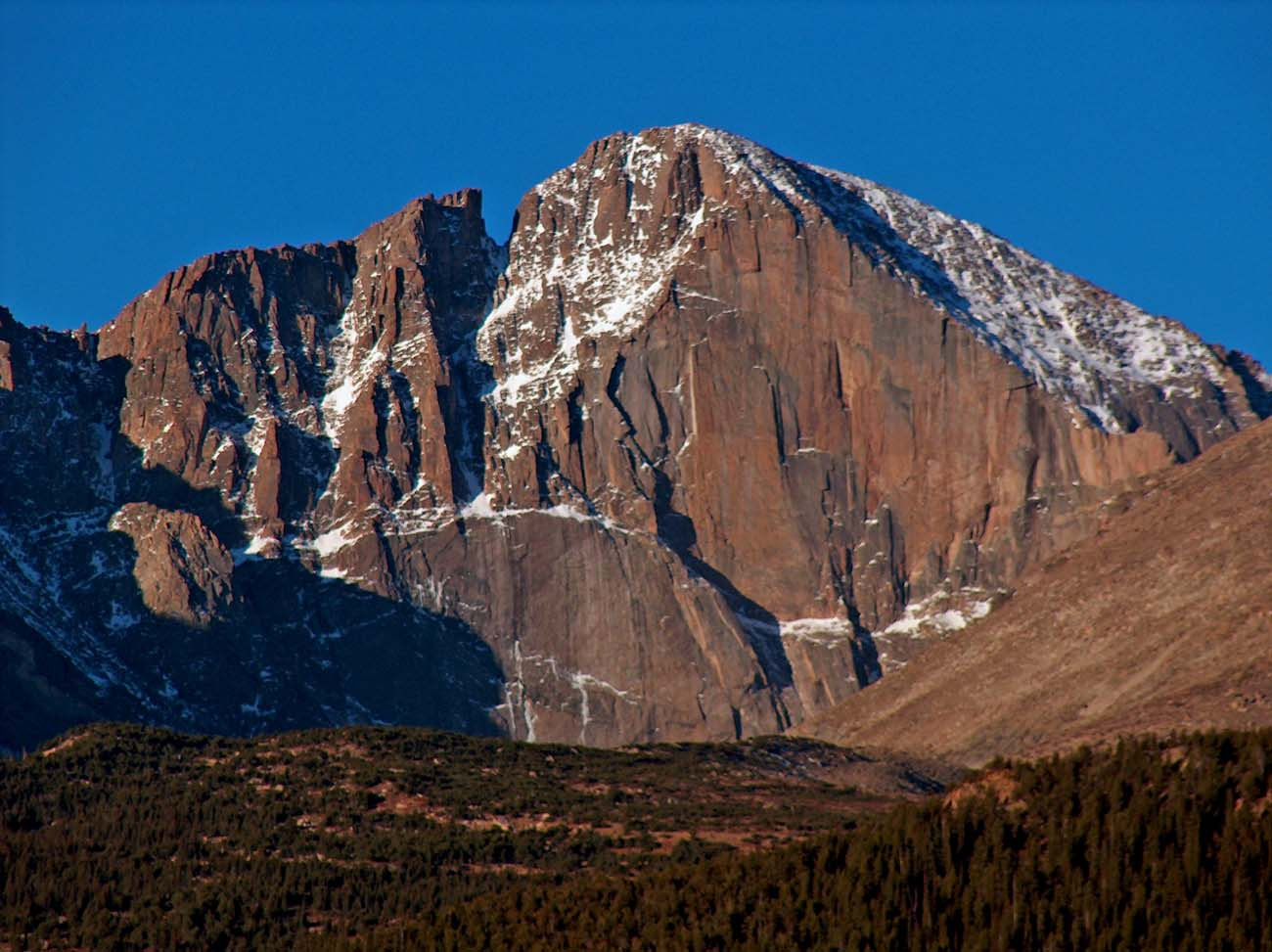
Vertente oriental do Longs Peak